# Джони Деп
Джон Кристофър Деп (на английски: John Christopher Depp), по-известен като Джони Деп, е американски актьор, известен с изпълненията си на нестандартни, ексцентрични персонажи като Капитан Джак Спароу в петологията Карибски пирати, Раул Дюк в Страх и омраза в Лас Вегас и Сам в Бени и Джун.
Работил е съвместно с режисьора и близък негов приятел Тим Бъртън по общо осем филма, последните от които са Тъмни сенки, Суини Тод: Бръснарят демон от Флийт Стрийт (2007) и Алиса в страната на чудесата (2010). Деп печели признание за превъплъщенията си в действително съществували личности като Едуард Ууд Мл. в Ед Ууд, Джоузеф Д. Пистоне в Дони Браско и Джордж Юнг в Дрога. Играе Джон Дилинджър в Обществени врагове на Майкъл Ман.
Филми с участието на Деп са отбелязват над $2,2 милиарда в боксофис приходите на Съединените щати и над $8 милиарда по света. Номиниран за Оскар за най-добра мъжка роля трикратно, Награда на гилдията на актьорите четирикратно и Награда Златен глобус осемкратно, Деп печели награди за Най-добър актьор от Златните глобуси за ролята си в Суини Тод: Бръснарят демон от Флийт Стрийт и от Гилдията на актьорите за Карибски пирати: Проклятието на Черната перла.

## Биография

### Младежки години
Роден е в градчето Оуенсбъроу, щат Кентъки, САЩ, на 9 юни 1963 г. Той е син на Джон Кристофър – строителен инженер и Бети Сю Палмър – сервитьорка. Джони Деп има един брат – Дани и две сестри – Деби и Кристи.
През 1970 г., когато Джони е на 7 години, семейството му се премества в Мирамар, Флорида. През ученическите си години той започва да се занимава с музика и свири на китара в различни училищни банди. Родителите му се развеждат, когато той е на 15 години, а недълго след това Джони напуска училище. Той започва да се занимава по-сериозно с музика и през следващата година това се превръща в основното му занимание.

### Актьорска кариера
За първата роля на Джони Деп му помага Никълъс Кейдж, който решава, че Джони има бъдеще като актьор и го запознава със своя агент. Това довежда и до участието на Деп във филма „Кошмари на Елм Стрийт“ (Nightmare on Elm Street), който е завършен през 1984 г. След края на снимките на филма Джони използва парите от хонорара и за пръв път в живота си отива на уроци по актьорско майсторство в Loft Studio, Лос Анджелис. Джони Деп успява да получи малка роля във филма на Оливър Стоун „Взвод“ (Platoon), който по-късно е отличен с награда Оскар.
Въпреки че постепенно Джони се насочва към актьорската професия, той не престава да свири през свободното си време заедно с групата „Rock City Angels“. След края на снимките на „Взвод“ Джони получава важна роля в телевизионния сериал „21 Jump Street“. Интересно е, че първоначално Джони отхвърля предложението за участие в сериала, тъй като смята, че е по-добре да се снима в киното. Въпреки че първоначално ролята е дадена на друг, неуспехът на първите снимки насочва отново авторите на сериала към Джони Деп. Този път той приема, но с уговорката, че ще се снима само в продължение на година. Сериалът разказва за група детективи, които се борят срещу младежката престъпност. Филмът е предназначен за по-млада аудитория и скоро Джони Деп става добре известен на голяма част от младите хора в САЩ. След като сериалът се превръща в хит, а лицето на Джони става много добре известно, той продължава да се снима в сериала не 1 година, а 3.
През 1990 г. той участва във филмите „Едуард Ножиците“ (Edward Scissorhands) и „Cry-Baby“. Постепенно Джони Деп започва да получава по-често предложения за участие в нови филми. За играта си във филма „Едуард Ножиците“, Джони е номиниран за награда Златен глобус. След това той участва във филма на Ласе Хелстрьом „Защо тъгува Гилбърт Грейп“ (What's Eating Gilbert Grape), в който участва и Леонардо ДиКаприо, както и във филма „Аризонска мечта“ (Arizona Dream) на Емир Кустурица. Играта му в „Аризонска мечта“ е високо оценена от критиците. Джони Деп участва и в „Ед Ууд“ („Ed Wood“), където играе и Мартин Ландау. За играта си във филма Мартин Ландау е отличен с награда Оскар. През 2004 Деп се снима в Търсенето на Невърланд (Finding Neverland).
През 1995 г. Джони участва във филма „Новият Дон Жуан“ (Don Juan DeMarco), където партнира на Марлон Брандо. Този, както и следващия филм – „Мъртъв“ (Dead Man) са много добре приети от критиката. След тези свои изяви Джони Деп се превръща в един от най-популярните кино-актьори в края на 1990-те години.
През следващите години Джони доказва още едно свое качество като актьор като се снима в множество филми, където има изключително различни една от друга роли. Филмът с негово участие „Страх и ненавист В Лас Вегас“ (Fear And Loathing In Las Vegas), където партнира на Бенисио Дел Торо, се превръща в хит и е запомнен най-вече с играта на Джони. През следващата година Джони се снима в научнофантастичния филм „Жената на астронавта“ (The Astronaut's Wife), който не се харесва особено на публиката. Джони участва и във филма на Роман Полански „Деветата порта“ (9th Gate).
През последните години Джони Деп прави още редица участия. Ролята му във филма на Джулиан Шнабъл „Преди да падне нощта“ (Before Night Falls) получава положителни отзиви от критиката. Деп партнира на Кристина Ричи във филма „Мъжът, който плачеше“ (The Man Who Cried). Джони участва заедно с Жулиет Бинош във филма „Шоколад“, който е номиниран в 5 от категориите на наградите Оскар.
Джони Деп участва в излезлия през 2003 г. филм „Карибски пирати“, както и в трите продължения на филма. Джони е любимец на режисьора Тим Бъртън, който го вкарва в много свои филми – Едуард Ножиците (Edward Scissorhands) (1990), Слийпи Холоу (Sleepy Hollow), Чарли и шоколадовата фабрика (Charlie and the Chocolate Factory) (2005), Corpse Bride (2005), Суини Тод: Бръснарят демон от Флийт Стрийт, който излиза в България през 2007.
През 2009 г. Деп участва в „Обществени врагове“ („Public Enemies“) на Майкъл Ман, а през 2010 г. в „Сделката на доктор Парнасъс“ на Тери Гилиъм и „Алиса в страната на чудесата“ на Тим Бъртън. Следват четвъртата част на „Карибски пирати“, „Туристът“ с Анджелина Джоли и още много други.

### Личен живот
Джони Деп се жени, когато е още на 20-годишна възраст за Лори Алисън, но връзката им трае 3 години.
През 1990 г. се сгодява за актрисата Уинона Райдър. Джони Деп прави татуировка, на която пише „Winona Forever“ (Уинона завинаги), но след 3 години те се разделят и той променя татуировката на „Wino Forever“ („Вино завинаги“).
Кейт Мос е следващата му годеница, която е модел. Връзката им продължава 4 години. След нея Деп има връзка с френската певица и актриса Ванеса Паради, чиято връзка трае 14 години. Имат две деца – Лили-Роуз Мелъди Деп и Джак Джон Деп III.
През 2012 г. започва да се среща с актрисата Амбър Хърд. Запознават се при снимките на филма „Дневникът на един пияница“ (2011). Сгодяват се през 2013 г. Женят се през февруари 2015 г. Развеждат се през януари 2017 г.
Деп има лошо зрение – още от детството си вижда лошо с лявото око, а дясното му е късогледо, поради което му се налага постоянно да носи очила.

## Награди и номинации
Джони Деп е номиниран за три награди Оскар през 2004, 2005 и 2008 година, съответно за ролята си като Капитан Джак Спароу във филма „Карибски пирати: Проклятието на Черната перла“, и ролите си в „Пътят към Невърленд“ и „Суини Тод: Бръснарят демон от Флийт Стрийт“, като и трите номинации са за „Най-добър актьор в главна роля“.
Сред спечелените от Деп награди са отличия като връчваните му от Лондонското общество на критиците (1996), Гилдията на филмовите критици в Русия (1998), Гилдията на актьорите (2004) и Златните глобуси. През 2008 година, на филмовите награди на телевизия MTV, актьорът печели награда за „Най-добър злодей“ за ролята на Суини Тод и „Най-добро комедийно изпълнение“ за тази на Капитан Джак Спароу. Деп печели първия си Златен глобус за ролята на Суини Тод през 2008 година.
През 2017 г. печели званието „Любима икона в киното“ на наградите „Изборът на публиката“ в САЩ.
През 2021 г. Джони Деп е удостоен с наградата „Доностия“ за цялостно творчество на кинофестивала в Сан Себастиан, Испания.

## Филмография
- Жана Дю Бари (2023)
- Richard Says Goodbye (2018)
- Фантастични животни: Престъпленията на Гриндълуолд (2018)
- LAbyrinth (2018)
- Убийство в Ориент Експрес (2017)
- Карибски пирати: Отмъщението на Салазар (2017)
- Фантастични животни и къде да ги намерим (2016)
- Алиса в Огледалния свят (Alice Through the Looking Glass) (2016)
- Черна служба (Black Mass) (2015)
- Мордекай (Mortdecai) (2015)
- Вдън горите (Into the Woods) (2014)
- Превъзходство (Transcendence) (2014)
- Самотният рейнджър (The Lone Ranger) (2013)
- Тъмни сенки (Dark Shadows) (2012)
- Дневникът на едно пиянде (The Rum Diary)
- Карибски пирати: В непознати води (Pirates of the Caribbean: On Stranger Tides) (2011)
- Ранго (Rango) (2011) (глас)
- Туристът (2010)
- Алиса в страната на чудесата (Alice in Wonderland) (2010)
- Сделката на доктор Парнасъс (The Imaginarium of Doctor Parnassus) (2009)
- Обществени врагове (Public Enemies) (2009)
- Gonzo: The Life and Work of Dr. Hunter S. Thompson (2008) (разказвач)
- Суини Тод: Бръснарят демон от Флийт Стрийт (Sweeney Todd: The Demon Barber of Fleet Street) (2007)
- Карибски пирати: На края на света (At World's End) (2007)
- Карибски пирати: Сандъкът на мъртвеца (Pirates of the Caribbean: Dead Man's Chest) (2006)
- Булката труп (Corpse Bride) (2005) (глас)
- Чарли и шоколадовата фабрика (Charlie and the Chocolate Factory) (2005)
- Развратникът (The Libertine) (2004)
- Таен прозорец[12] (Secret Window) (2004)
- Пътят към Невърленд (Finding Neverland) (2004)
- Happily Ever After (2004)
- Карибски пирати: Проклятието на Черната перла (Pirates of the Caribbean: The Curse of the Black Pearl) (2003)
- Имало едно време в Мексико (Once Upon a Time in Mexico) (2003)
- Lost In La Mancha (2002) (документален)
- Дрога (Blow) (2001)
- Мъжът, който плачеше (The Man Who Cried) (2001)
- От Ада (From Hell) (2001)
- Преди да падне нощта (Before Night Falls) (2000)
- Шоколад (Chocolat) (2000)
- Деветата порта (The Ninth Gate) (1999)
- The Source (1999)
- Жената на астронавта (The Astronaut's Wife) (1999)
- Слийпи Холоу (Sleepy Hollow) (1999)
- L.A. Without a Map (1998)
- Страх и омраза в Лас Вегас[13] (Fear and Loathing in Las Vegas) (1998)
- Смелост (The Brave) (1997)
- Дони Браско (Donnie Brasco) (1997)
- Cannes Man (1996)
- Новият Дон Жуан (Don Juan DeMarco) (1995)
- Мъртвецът (Dead Man) (1995)
- За нула време (Nick of Time) (1995)
- Ед Ууд (Ed Wood) (1994)
- Аризонска мечта (Arizona Dream) (1993)
- Бени и Джун (Benny & Joon) (1993)
- Защо тъгува Гилбърт Грейп (What's Eating Gilbert Grape) (1993)
- Stuff (1992)
- Freddy's Dead: The Final Nightmare (1991)
- Едуард Ножиците (Edward Scissorhands) (1990)
- Ревльото (Cry-Baby) (1990)
- Взвод (Platoon) (1986)
- Супер свалячите Private Resort (1985)
- Кошмари на Елм Стрийт (1984)